# La giostra
La giostra è stato un programma televisivo di genere contenitore andato in onda nella stagione 1987-1988 su Canale 5 la domenica pomeriggio, condotto da Enrica Bonaccorti e, tra gli altri, da Pippo Baudo, Mike Bongiorno, Licia Colò, Marco Columbro, Sandra Mondaini, Catherine Spaak, Gianmarco Tognazzi e Raimondo Vianello.

## Il programma
Con questo titolo andò in onda nella stagione televisiva 1987-1988 il nuovo contenitore domenicale di Canale 5 che sostituì quello noto col nome di Buona Domenica.
Per sfidare Domenica in (condotta quella stagione da Lino Banfi con Toto Cutugno), Fininvest creò una trasmissione cucita attorno ad Enrica Bonaccorti (star della Rai appena passata alla televisione commerciale) ed agli altri maggiori conduttori della rete di quel periodo: lo show principale, condotto dalla Bonaccorti, era un classico varietà con canzoni, interviste, giochi ed ospiti famosi; tale varietà faceva da collante ai vari spazi del contenitore che occupava tutto il pomeriggio domenicale, molti dei quali sono poi diventati programmi autonomi di successo in onda nelle successive stagioni, mentre alcuni erano degli spin-off di programmi di successo trasmessi dalle reti Fininvest in quegli anni. Tra questi spazi c'erano:
- Fans club: condotto da Licia Colò e Gianmarco Tognazzi; venivano ospitati i cantanti o gruppi musicali più in voga tra i giovani dell'epoca facendoli interagire con i propri fans e ripercorrendo anche le tappe delle loro carriere.

- Tu come noi: condotto da Pippo Baudo; in questo segmento venivano raccontati fatti di costume ed attualità, a volte curiosi e commoventi, che avvenivano nei piccoli centri di provincia, che solitamente non riuscivano a salire agli onori delle cronache dei mass-media tradizionali.

- Forum: condotto da Catherine Spaak e già andato in onda negli anni precedenti all'interno di Buona Domenica, nella stagione successiva il programma cambiò conduttrice (Rita dalla Chiesa subentrò alla Spaak) e divenne un programma autonomo.

- Tra moglie e marito VIP: condotto da Marco Columbro, era la versione per coppie di personaggi famosi del celebre gioco preserale Tra moglie e marito, condotto sempre da Columbro. In questa trasmissione, così come nella sua versione ordinaria, le coppie dovevano dimostrare il proprio grado di conoscenza reciproca ed affinità;

- Parole d'oro: condotto da Mike Bongiorno coadiuvato da Susanna Messaggio nelle vesti di valletta, era un game-show molto simile a La ruota della fortuna (che all'epoca andava in onda sulla syndication Odeon TV, ora denominata Odeon 24) in cui i concorrenti dovevano indovinare una frase misteriosa posta su di un tabellone elettronico girando una ruota i cui spicchi corrispondevano alle lettere dell'alfabeto (e non ai premi in denaro come per la ruota). Il concorrente che per primo indovinava la frase vinceva la gara e tornava di diritto nella puntata della settimana successiva;

- Ok Bimbi!: condotto da Enrica Bonaccorti e da Sandra Mondaini (nei panni del clown Sbirulino) era la versione per bambini del celebre game-show Ok, il prezzo è giusto!, in cui bambini al posto dei premi da adulti vincevano dei giocattoli. Il tutto era inframezzato da alcuni siparietti comici di Sbirulino che cantava anche la sigla di quello spazio, Quanto costa sognare;

- Incontri ravvicinati: interviste con celebri attori e attrici del grande schermo (in sostituzione di Tu come noi e Fans club).

Inoltre all'interno del contenitore fu trasmessa la prima stagione della storica sitcom Casa Vianello con Sandra Mondaini e Raimondo Vianello.
Nonostante l'alto budget e la presenza dei maggiori personaggi Fininvest di quegli anni, la trasmissione (probabilmente penalizzata dalla mancanza della diretta, all'epoca non consentita alle TV private nazionali, e dalla eccessiva frammentazione dell'offerta) perse sempre la sfida degli ascolti con Domenica in rimanendo in palinsesto per una sola stagione. Nel mese di gennaio 1988 vennero chiusi i segmenti condotti da Pippo Baudo e dalla coppia Tognazzi-Colò; inoltre fu modificato l'orario di trasmissione degli altri programmi e soprattutto ridotto e rivisto lo spazio dedicato ad Enrica Bonaccorti.
Dopo questa esperienza, nei successivi tre anni Canale 5 accantonò l'idea di realizzare un contenitore domenicale, per riprenderla poi solo nell'autunno 1991, anno in cui la rete (insieme a tutte le altre emittenti televisive private nazionali) acquisì il diritto di trasmettere programmi in diretta; tornò così in onda il contenitore della domenica pomeriggio che riprese il suo primo titolo Buona domenica andato in onda fino al 2008 e successivamente sostituito da talk show come Questa Domenica, Domenica Cinque e Domenica Live.